# Bergsteigen

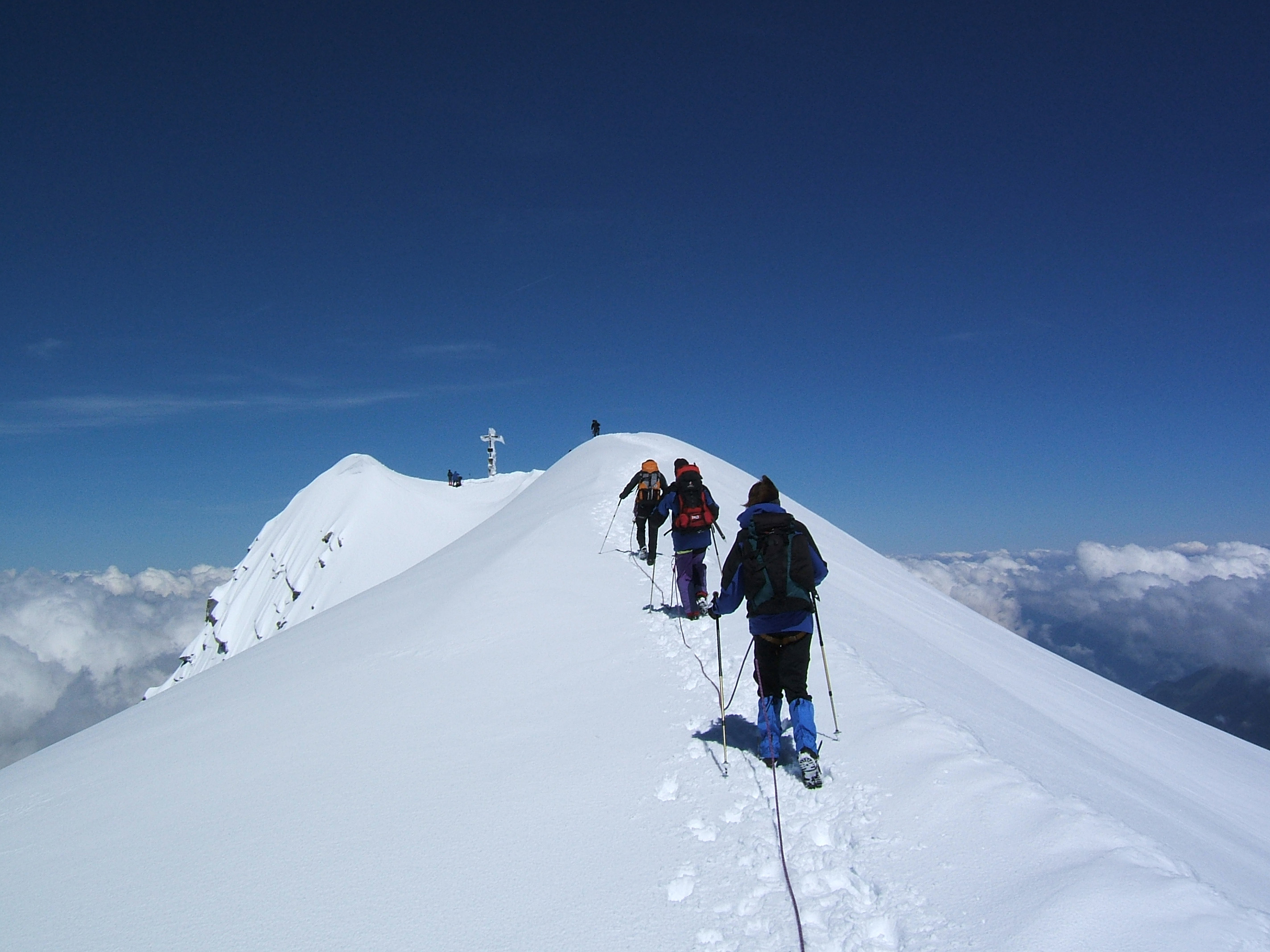
Seilschaft am Gipfelgrat des Großvenedigers

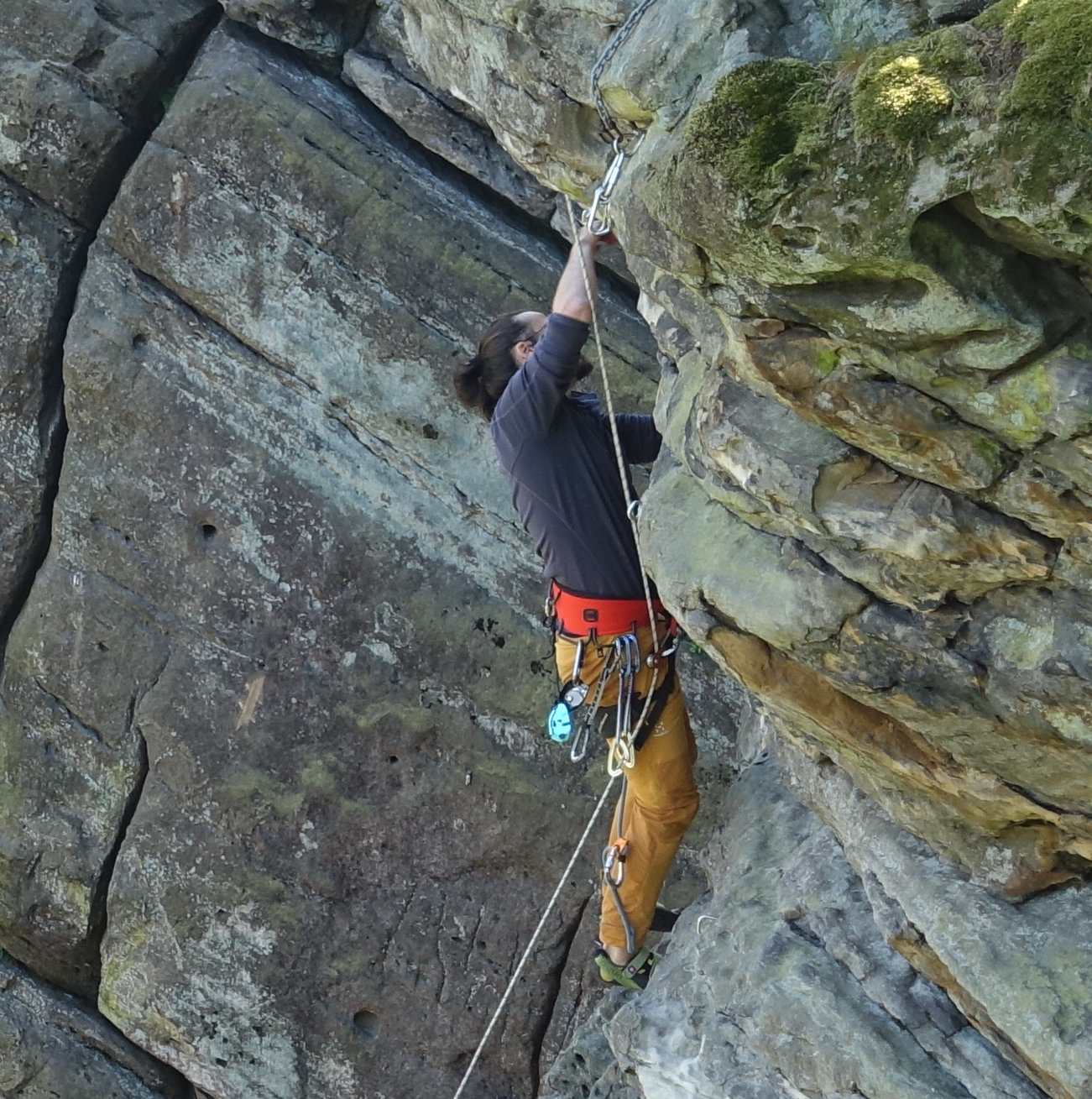
Bergsteiger in den Dörenther Klippen im Teutoburger Wald

Bergsteigen ist die sportliche Betätigung im Gebirge. Sie reicht von einem touristisch-sportlichen Gehen, dem Bergwandern, bis hin zum Klettern in Fels und Eis. Klettern umfasst verschiedene Aktivitäten in Fels (Klettern, alpines Klettern), Firn, Gletscher und Eis (Hochtour) oder eine Kombination dessen, bis zum Höhenbergsteigen in den sauerstoffarmen Regionen der Sieben- und Achttausender. Zum Winterbergsteigen gehören Skitouren, Schneeschuhtouren oder das Eisklettern. Bergsteigen in großen Höhen oder abgelegenen Regionen bezeichnet man als Expeditionsbergsteigen. In der Regel werden Personen, die ihr Beruf in die Berge führt (Jäger, Säumer), nicht als Bergsteiger bezeichnet.
Im erweiterten Sinn wird Bergsteigen auch als Alpinismus bezeichnet. Es umfasst Tätigkeiten wie Bergwandern, Alpinwandern und Trekking, die Erforschung und Kartografie unbekannter Berggebiete sowie Naturschutz und Bergführerwesen.
Ausgeübt wird der Bergsport von Bergsteigern bzw. Alpinisten.

## Früher und heute

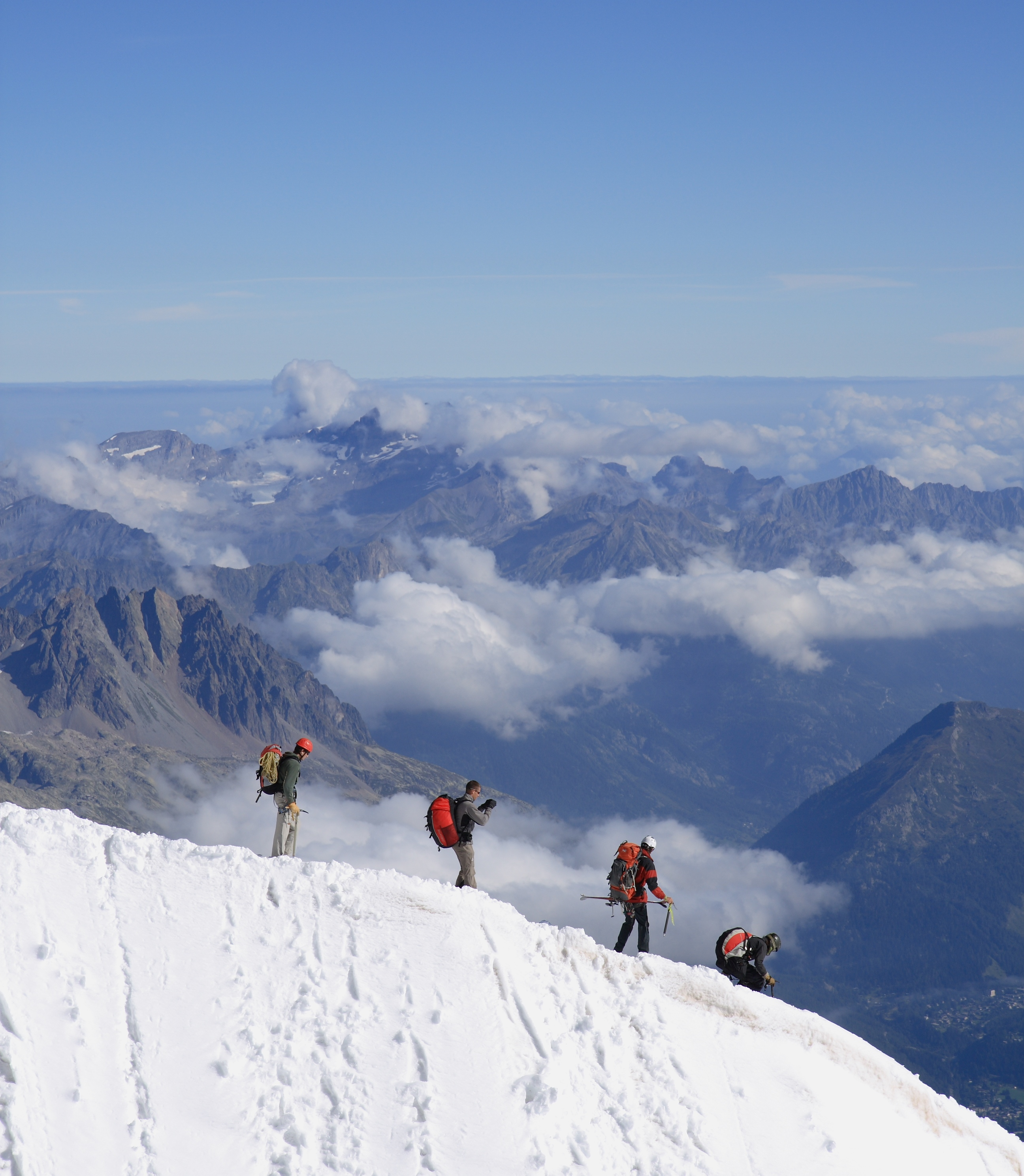
Bergsteiger beim Abstieg von der Aiguille du Midi

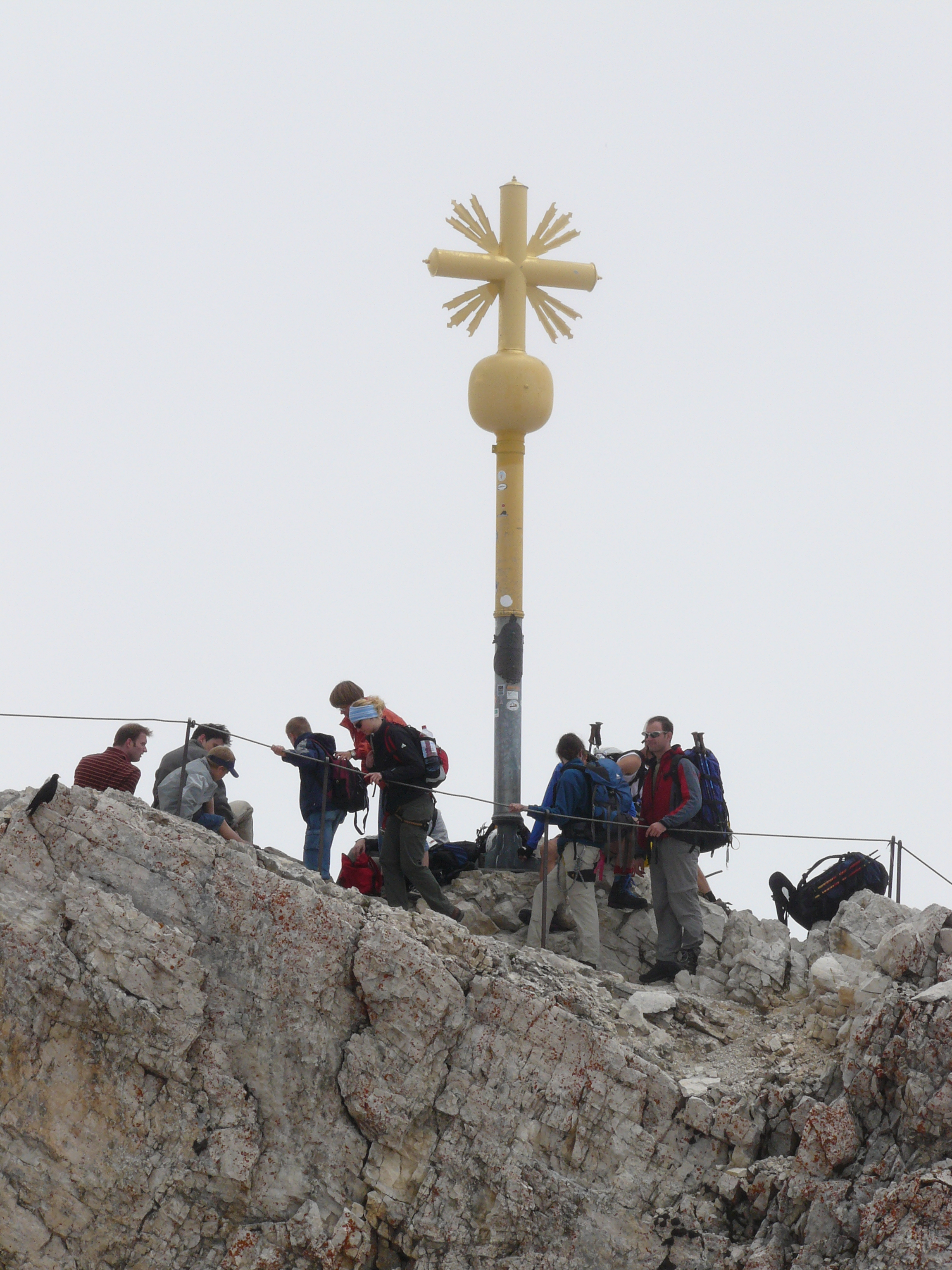
Das Gipfelkreuz der Zugspitze

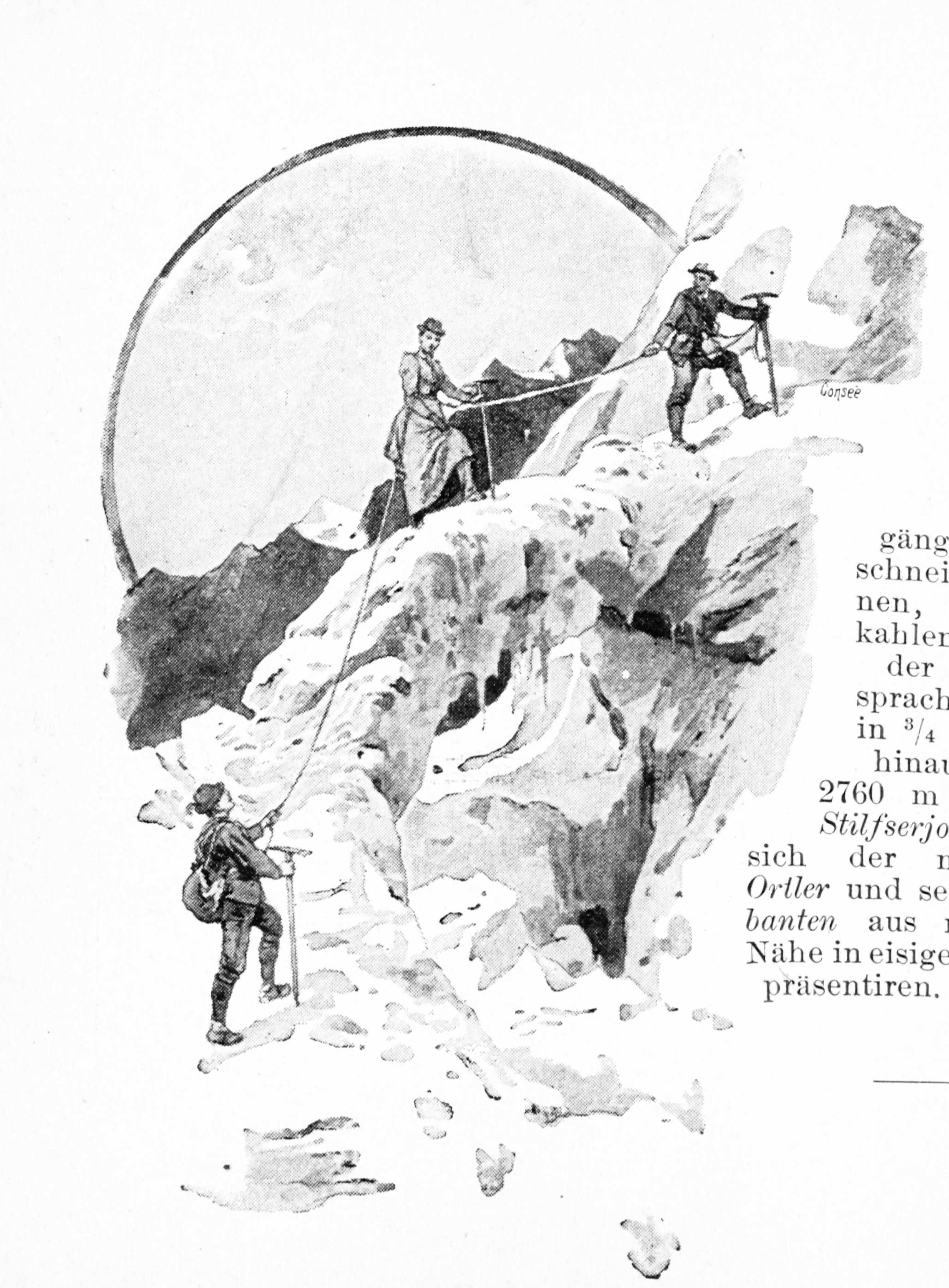
Tony Grubhofer: Seilschaft (1899)

Bis weit ins 18. Jahrhundert wurde das Hochgebirge von Wanderern und Reisenden noch weitgehend gemieden. Es gab auch keinen Kult, der dem Bergsteigen eine religiöse Überhöhung gegeben hätte. „Da man nie gezwungen gewesen war, sich dorthin zu begeben, wusste man auch nicht, ob das überhaupt möglich war“, und eine „einigermaßen senkrechte Wand zu besteigen, ist nicht schlimmer als über glühende Kohlen zu laufen“, schreibt Paul Veyne über die Vorgeschichte des Alpinismus. Als Geburtsstunde des Bergsteigens wird einerseits die Erstbesteigung des Mont Ventoux (1912 m) am 26. April 1336 durch Francesco Petrarca, andererseits 1492 die Besteigung des Mont Aiguille (2085 m) durch eine Söldnertruppe, befohlen von Karl VIII., betrachtet. Da diese beiden Erstbesteigungen Eingang in die Literatur fanden, wurden sie weitaus bekannter als die bereits 1358 geglückte Besteigung des 3538 m hohen Rocciamelone durch Bonifacio Rotario d’Asti.
St. Niklaus im Schweizer Kanton Wallis gilt in der zweiten Hälfte des 19. Jahrhunderts als die Wiege des professionellen Alpinismus, wo das erste Bergführermuseum der Welt eingerichtet wurde.
Früher wurden das Bergsteigen und die damit verbundenen Expeditionen auch Bergfahrten genannt.
Dass Alpinismus mehr ist als Bergsteigen und Klettern, manifestiert sich in der Ernennung des Alpinismus zum Immateriellen Kulturerbe der UNESCO. Die Ernennung erfolgte 2019 auf Betreiben des französischen Alpinen Vereins Club Alpin Français (CAF), zusammen mit dem Schweizer Alpen-Club (SAC) und dem Club Alpino Italiano (CAI). Grundlage hierfür war die von den drei Alpinvereinen der UNESCO vorgelegte Definition von Alpinismus:

„Alpinismus ist die Kunst, Gipfel und Wände zu besteigen, aus eigener physischer und geistiger Kraft. Es müssen dabei natürliche, nicht künstliche Hindernisse überwunden, Risiken eingeschätzt und angenommen werden. Es geht dabei um Eigenverantwortung, Solidarität mit anderen und Respekt vor der Natur.“

## Wichtige Ereignisse

### Antike und Mittelalter
- 181 v. Chr. – Nach der Überlieferung Besteigung des Musala im Rila-Gebirge, des höchsten Gipfels der gesamten Balkanhalbinsel, durch den makedonischen König Philipp V.[6]
- 125 n. Chr. – Kaiser Hadrian besteigt den Ätna.[6]
- 1336 – Francesco Petrarca lässt seine Ersteigung des Mont Ventoux in der Provence (ein früherer heiliger Berg der Kelten) in die Literatur einfließen.
- 1358 – Besteigung des Rocciamelone durch Bonifacio Rotario d’Asti.
- Vermutlich schon vor dem Jahr 1500 bestiegen die Inkas den Llullaillaco. Auf seinem Gipfel errichteten sie ausgedehnte Bauten, die zu religiösen Zwecken und Opferungen verwendet wurden. Auch auf den Gipfeln des Ojos del Salado und des Mercedario wurden Spuren der Inkakultur gefunden.

### Frühe Neuzeit
- 1492 – Erstbesteigung des Mont Aiguille (Felskletterei) in den französischen Voralpen.
- 1519 – Diego de Ordás besteigt zusammen mit zwei weiteren namentlich nicht mehr bekannten Konquistadoren den mexikanischen Vulkan Popocatépetl (heute 5462 m). Kaiser Karl V. gestattet de Ordás daraufhin, einen rauchenden Vulkan in seinem Wappen zu führen.[7] Jahrhundertelang ging man in Unkenntnis der weit höheren Besteigungen der Inka davon aus, dass es sich hierbei um einen Höhenweltrekord gehandelt habe.
- 1573 – Erste überlieferte Besteigung des Corno Grande, des höchsten Gipfels des Gran-Sasso-Massivs (Abruzzen, Apennin), des höchsten Berges in Italien (ohne Alpen und Ätna), durch den Bologneser Francesco De Marchi.[8]

### 18. und 19. Jahrhundert
- 1762 – Der Ankogel (3263 m) in den östlichen Hohen Tauern wird von einem Bauern namens Patschg aus dem Gasteiner Tal erstiegen – erste überlieferte Gipfelbesteigung eines vergletscherten Dreitausenders in den Alpen.[9]
- 1770 – Nach erfolglosen Versuchen ab 1765 erreichen die Brüder Deluc, Genfer Gelehrte, den Gipfel des Mont Buet (3098 m) und führen dort physikalische Höhenexperimente durch. In den Jahren 1775 und 1776 folgen ihnen die Wissenschaftler-Kollegen Marc-Théodore Bourrit und Horace Bénédict de Saussure, ebenfalls aus Genf, unter anderem, um von dort Wege auf den Mont Blanc zu erkunden.
- ca. 1780 bis 1824 – Pater Placidus a Spescha aus dem Kloster Disentis besteigt zahlreiche Berge im Bündner Oberland, so das Rheinwaldhorn 1789, den Piz Terri 1798 und (fast – nur seine Begleiter erreichen den Gipfel) den Tödi 1824.
- 1786 – Erstbesteigung des Mont Blanc durch Michel-Gabriel Paccard und Jacques Balmat auf Anregung des Genfer Gelehrten Horace-Bénédict de Saussure.
- 1788 – Der Marineoffizier Daniil Gauss besteigt mit zwei Begleitern die Kljutschewskaja Sopka (4750 m) im Rahmen der Billings-Sarytschew-Expedition.
- 1800 – Erstbesteigung des Großglockners, des Watzmanns und des Hohen Gölls.
- 1802 – Alexander von Humboldt erreicht bei seinen Forschungsreisen in Südamerika am Chimborazo, damals höchster bekannter Berg, eine Höhe von 5800 m. In Unkenntnis der weit höheren Besteigungen der Inka wurde diese Höhe lange Zeit als ein für die nächsten 30 Jahre gültiger Höhenweltrekord betrachtet.
- 1804 – Erstbesteigung des Ortlers auf Befehl von Erzherzog Johann von Österreich.
- 1809 – Marie Paradis besteigt als erste Frau den Mont Blanc (siebte Besteigung).
- 1811 – Erstbesteigung der Jungfrau im Berner Oberland.
- 1852 – Vermessung des höchsten Bergs auf der Erde im Himalaya und Benennung nach dem ehemaligen Leiter des Vermessungsamtes, Sir George Everest.
- 1857 – Gründung des Alpine Club in London.
- 1860 – Franz Josef Lochmatter bringt den ersten Pickel, der in Chamonix in Gebrauch war, ins Mattertal bzw. in die Schweiz.
- 1862 – Gründung des Österreichischen Alpenvereins.
- 1863 – Gründung des Schweizer Alpen-Clubs.
- 1865 – Die Erstbesteigung des Matterhorns durch Edward Whymper endet in einer Katastrophe – vier seiner Begleiter stürzen beim Abstieg tödlich ab. Ebenfalls 1865 wird das Matterhorn über den Liongrat von Jean-Antoine Carrel und Gefährten bestiegen.
- 1867 – Vier Kletterer kommen am Matterhorn ums Leben.
- 1868 – Zweitbesteigung des Matterhorns über den Hörnligrat durch Josef Marie Lochmatter.
- 1869 – Gründung des Deutschen Alpenvereins.
- 1870 – Hermann von Barth erkundet die noch weitgehend unbekannten Nördlichen Kalkalpen (Karwendel, Berchtesgadener Alpen usw.) und berichtet eingehend darüber.
- 1871 – Lucy Walker besteigt als erste Frau das Matterhorn unter der Führung von Niklaus und Peter Knubel.
- 1874 – Peter Knubel führt die Erstbesteigung des 5642 m hohen Elbrus im Kaukasus durch.
- 1876 – Am 18. August durchsteigen Markgraf Alfred Pallavicini und die Bergführer Hans Tribusser, G. Bäuerle und J. Kramser die Eisrinne, die zur Oberen Glocknerscharte des Großglockners führt. Tribusser schlägt 2500 Stufen in das Eis der später so genannten Pallavicinirinne.
- 1876 – Isabella Straton gelang als erstem Menschen die Winterbesteigung des Mont Blanc
- 1880 – Erstbesteigung des 6310 m hohen Chimborazo durch Edward Whymper und Jean-Antoine Carrel.
- 1881 – Gründung des Edelweiss-Club Salzburg, Österreich.
- 1883 – Josef Imboden führt die Erstbesteigung des 6058 m hohen Khanla Kang in der Kangchenjunga-Gruppe des Himalajas durch
- 1884 – Alois Pollinger setzt die moderne Abseiltechnik mit doppeltem Seil auf einer größeren Tour zum ersten Mal erfolgreich ein.
- 1889 – Erstbesteigung des Kilimandscharo.
- 1893 – Erstbegehung des Peutereygrates am Mont Blanc durch Paul Güßfeldt, Émile Rey und den Bergführer Christian Klucker.
- 1894 – Veröffentlichung des ersten Führers, der die angeführten Touren mit römischen Zahlen bewertet: die Benesch-Skala, bei der die niedrigste Zahl den höchsten Schwierigkeitsgrad bedeutet. In den folgenden Jahren entstehen im gesamten Alpenraum ähnliche Bewertungssysteme, wobei die Skala „umgedreht“ wurde (d. h. I entspricht dem geringsten Schwierigkeitsgrad). Die sechsstufige Alpenskala wurde später durch die nach oben offene UIAA-Skala ersetzt.
- 1895 – Gründung des Touristenverein Naturfreunde.
- 1896 – Gründung der ersten alpinen Rettungsorganisation, des Alpinen Rettungsausschusses Wien, eines Vorläufers des österreichischen Bergrettungsdienstes.
- 1900 – Reise des Bergführers Josef Lochmatter nach Norwegen, um sich dort die Skifahrtechnik noch besser anzueignen.

### 1901–2000
- 1902 – Am 10. Januar Wintererstbesteigung des Weisshorns (4505 m) durch Josef Lochmatter.
- 1907 – Mit dem Trishul (Garhwalhimalaya) wird der erste Siebentausender durch eine englisch-französische Expedition bestiegen.
- 1908 – Entwicklung des zehnzackigen Steigeisens durch Oscar Eckenstein.
- 1911 – Unter der Führung von Josef Knubel besteigt Karl Blodig  seinen 68. Viertausender der Alpen, womit er nach eigenem Verständnis (Stand 1911) alle Viertausender der Alpen bestiegen hatte.[10]
- 1913 – Erstbesteigung des Denali (höchster Berg Alaskas).
- 1915–1918 – Der Erste Weltkrieg wird auch in den Alpen geführt und tausende Soldaten der Kriegsparteien werden bei Lawinenabgängen getötet („Alpenkrieg“)
- 1917 – Erste Skibesteigung des 4545 m hohen Dom durch Josef Knubel
- 1924 – Bei der Erstbegehung der Nordwestwand des Wiesbachhorns durch Willo Welzenbach und Franz Riegele wird der erste Eishaken geschlagen.
- 1924 – Bei der 3. britischen Everest-Expedition erreicht Edward Felix Norton die Höhe von 8572 m und stellt damit einen neuen, lange gültigen Höhenrekord auf. Bei dieser Expedition verschwinden George Mallory und Andrew Irvine bei einem Sturm auf dem Gipfel spurlos.
- 1927 – Besteigung des Pik Lenin durch Karl Wien, Eugen Allwein und Erwin Schneider im Rahmen der deutsch-russischen Expedition in den Pamir (geführt von Willi Rickmer Rickmers).
- 1932 – Gründung der UIAA – Union Internationale des Associations d’Alpinisme; Erste deutsche Expedition auf den Nanga Parbat: Deutsch-Amerikanische Himalaya-Expedition 1932.
- 1934 – Bei der Deutschen Nanga-Parbat-Expedition 1934 sterben vier Expeditionsmitglieder, darunter auch der Expeditionsleiter Willy Merkl.
- 1936 – Gründung der Deutschen Himalaya-Stiftung zur Förderung von Expeditionen in den Himalaya, speziell auf den Nanga Parbat.
- 1937 – Bei einer erneuten Großexpedition zum Nanga Parbat werden 16 Bergsteiger (sieben Deutsche und neun Sherpas) unter einer Lawine begraben.
- Juli 1938 – Erstdurchsteigung der Eiger-Nordwand – die letzte „große Nordwand“ wird bezwungen.
- 1939 – Fritz Wiessner muss am K2 kurz unter dem Gipfel die Besteigung abbrechen. Beim Rückzug starben vier Männer.
- 1948 – Gründung der Internationalen Kommission für alpines Rettungswesen (IKAR).
- 1950 – Maurice Herzog und Louis Lachenal gelingt mit der Besteigung der Annapurna die erste Besteigung eines  Achttausenders. Sie verwenden dabei keinen Flaschensauerstoff.[11] Louis Lachenal wurde mit der Benennung des Gipfels Pointe Lachenal geehrt.
- 1953 – Edmund Hillary und Tenzing Norgay besteigen den höchsten Berg der Welt – den Mount Everest.
- 1953 –  Hermann Buhl besteigt den Nanga Parbat. Damit hat zum einzigen Mal in der Geschichte ein Mensch einen Achttausender im Alleingang erstbestiegen. Nach der Annapurna-Besteigung von 1950 handelt es sich um die zweite Erstbesteigung eines Achttausenders, die ohne zusätzlichen Sauerstoff durchgeführt worden ist.[11] Der Berg gilt als „Schicksalsberg der Deutschen“ und neben dem K2 als der schwierigste Achttausender.
- 1954 – Erstbesteigung des K2 durch die Italiener Achille Compagnoni und Lino Lacedelli am 31. Juli.
- 1959 – Umstrittene Erstbesteigung des Cerro Torre in Patagonien durch Cesare Maestri und Toni Egger. Egger stirbt beim Abstieg, Beweise für den Gipfelerfolg fehlen.
- 1961 – Winterbegehung der Eiger-Nordwand durch Toni Hiebeler und Gefährten.
- 1964 – Der Shisha Pangma wird als letzter Achttausender von einer chinesischen Expedition bestiegen.
- 1966 – Die „Hochzeit“ der Direttissime – Erstbegehung der John-Harlin-Direttissima in der Eiger-Nordwand im Februar und März.
- 1970 – Erste Überschreitung des Nanga Parbat durch Reinhold Messner und seinen Bruder Günther, der in der Diamirflanke stirbt.
- 1970 – Erstbesteigung des Lhotse Shar durch Rolf Walter und Sepp Mayerl
- 1971 – Cesare Maestri kehrt zum Cerro Torre zurück und bohrt sich seinen Weg zum Gipfel.
- 1973 – Veröffentlichung der noch heute gültigen Schwierigkeitsskala – die UIAA-Skala (mittlerweile nach oben „geöffnet“)
- 1977 – Der VI. Grad – bis dahin die höchste Schwierigkeit beim Felsklettern – wird von Helmut Kiene und Reinhard Karl überboten: Sie eröffnen die Pumprisse im Wilden Kaiser – die erste Tour im VII. Schwierigkeitsgrad.
- 1978 – Peter Habeler und Reinhold Messner besteigen den Mount Everest als erste Menschen ohne Sauerstoffgerät.
- 1986 – Reinhold Messner besteigt als erster Mensch alle 14 Achttausender. Ebenso erreicht der Kanadier Pat Morrow das Ziel, den jeweils höchsten Gipfel jedes Kontinents zu besteigen (Seven Summits). Am K2 sterben in diesem Jahr 13 erfahrene Bergsteiger.
- 1987 – Jerzy Kukuczka besteigt als zweiter Mensch alle 14 Achttausender.
- 1991 – Robert Jasper gelingt in der Mont-Blanc-Gruppe in 3,5 Stunden die erste Solobegehung der Les-Droites-Nordwand über die „Ginat-Jackson-Route“ (1000 m, ED) und in 2 Stunden und 20 Minuten die schnellste Begehung der Grandes Jorasses-Nordwand über die Leichentuch-Route (1000 m, ED) (mit anschließender Überschreitung der Gipfelkette der Grandes Jorasses). Im gleichen Jahr gelingt Jasper an der Eiger-Nordwand in nur 4 Stunden die erste Solobegehung von „Spitverdonesque endente“ (VIII-/A1) und die erste Solobegehung „Löcherspiel“ (VII/UIAA).[12]
- 1992 – Robert Jasper gelingt das „Trilogie Enchainment“ am Mont Blanc. Diese Leistung von Robert Jasper wurde in Frankreich zu einer der größten alpinen Leistungen gekürt. Dabei handelte es sich um die Soloerstbegehung einer neuen Route an der Grand-Pilier-d’Angle-Nordwand (800 m, ED-, 90°) in 2,5 Stunden, den Abstieg über die Südwand in den Freney Kessel und den Aufstieg auf den Mont Blanc über die Route „Abonimette“ (800 m, ED-, VI, 85°).[12]
- 1994 – Robert Jasper gelingt die schnellste Besteigung und erste Eintagesbesteigung des Cerro Torre mit Jörn Heller in 16,5 Stunden ab Camp Bridwell.[12]
- 1997 – Robert Jasper und Daniela Jasper klettern am Mont Blanc du Tacul mit der Route „Vol de Nuit“ (450 m) erstmals den modernen „freien“ Mixedgrad M8- im alpinen Gelände.[13]
- 1994 – Stefan Glowacz definiert eine Trilogie aus den drei damals weltweit schwierigsten alpinen Kletterrouten, Des Kaisers neue Kleider X+/8b+ (Erstbegehung von Stefan Glowacz), Silbergeier X+/8b+ (Erstbegehung von Beat Kammerlander) und End of silence X/8b (Erstbegehung von Thomas Huber).
- 1996 – 12 Bergsteiger (größtenteils Mitglieder kommerzieller Expeditionen) sterben am 10. Mai am Mount Everest, worauf eine breite Diskussion um das kommerzielle Expeditionsbergsteigen folgte.
- 1999 – Robert Jasper und Daniela Jasper, das deutsche Bergsteiger-Ehepaar, eröffnen mit der Route „Symphonie de liberté“ die erste Route im Schwierigkeitsgrad X-/8a durch eine der drei ganz großen alpinen Nordwände, die Eiger-Nordwand.  Sie setzen so erstmals den modernen Freikletterimpuls in dieser hochalpinen Dimension um.[14]

### Nach 2000
- 2001 – Alexander Huber eröffnet mit seiner Route „Bellavista“ an der Westlichen Zinne in den Dolomiten als Erster den XI. Grad in einer alpinen Route.
- 2001 – Erik Weihenmayer besteigt als erster Blinder den Gipfel des Mount Everest.
- 2005 – Im Februar besteigt der Steirer Christian Stangl zehn 6000er in sieben Tagen (u. a. Ojos del Salado, Tres Cruces); in den Jahren davor bestieg er den Aconcagua und den Kilimandscharo in Rekordzeiten.
- 2007 – Der Tiroler Hansjörg Auer durchsteigt im Free Solo den „Weg durch den Fisch“ (9−) in der Marmolata-Südwand in den Dolomiten.
- 2012 – Am 21. Januar gelingt den Österreichern David Lama und Peter Ortner die erste freie Begehung entlang der „Kompressorroute“ (IX+/X−) in der Head Wall des Cerro Torre. Sie benötigten dafür 24 Stunden.
- 2015 – Mit der Route Odyssee X+/8a+ wurde die bis dahin schwierigste Route in der Eiger-Nordwand durch den Deutschen Robert Jasper, den Schweizer Roger Schaeli und den Italiener Simon Gietl im modernen Freikletter-Stil erstbegangen.
- 2019 – Alpinismus wird als gemeinsamer Beitrag von Frankreich, Italien und der Schweiz in das immaterielle Kulturerbe der UNESCO aufgenommen.

## Berühmte Bergsteiger und Kletterer
Bekannte Bergsteiger erlangten ihre Berühmtheit immer durch besondere alpinistische Leistungen, das kann eine Erstbesteigung (Sommer- oder Winterbegehung), eine besonders anspruchsvolle Tour durch eine Wand oder das erste Mal eine Rot-Punkt-Begehung sein. 
Die bedeutendsten Bergsteiger sind in der Liste berühmter Bergsteiger genannt, Sportkletterer werden zusätzlich in der Liste von Sportkletterern erwähnt.

## Vereine und Organisationen
- Alpine Vereine
- Union Internationale des Associations d’Alpinisme (UIAA)
- Internationale Kommission für alpines Rettungswesen (IKAR)